# Livin' on the Edge
Livin' on the Edge is een nummer van de Amerikaanse rockband Aerosmith uit 1993. Het is de eerste single van hun zevende studioalbum Get a Grip.
"Livin' on the Edge" gaat over het aanpakken van sociale kwesties, maar de tekst suggereert ook dat deze wereld het nog steeds waard is om in te leven. Volgens Aerosmiths autobiografie "Walk This Way" was het nummer ook geïnspireerd door de Rellen in Los Angeles in 1992. "Livin' on the Edge" werd in een paar landen een hit. In de Amerikaanse Billboard Hot 100 haalde het de 18e positie. In Nederland bleef het echter steken op een 12e positie in de Tipparade.